# Sarudy Ottó
Sarudy Ottó (Cselej, 1872. február 7. – Budapest, 1931. október 27.) állami tanítóképzőintézeti tanár, Sarudy György testvéröccse.

## Élete
Sarudy János és Szenczy Ida földbirtokos szülők fia. Tanulását részben magánúton végezte; gimnáziumba Sátoraljaújhelyen járt a piaristáknál; a IV. osztály befejezése után Sárospatakra ment, ahol az állami tanítóképző-intézetet végezte el. Ezután egy évig tanító volt Edelényben (Borsod megye). Majd Budapesten az állami polgári-iskolai tanítóképző-intézet nyelvtörténet-tudományi és zenei szakcsoportjának befejezése után polgári iskolai tanítói, két év múlva pedig tanítóképző-intézeti tanári oklevelet szerzett. Két és fél évig az érsekújvári polgári leányiskolában, egyig az alsólendvai állami polgári iskolában tanított; ezután az állami tanítóképző-intézetben működött, előbb Znióváralján, majd 1898-tól Pápán. 1908-tól igazgatója volt a Dévai Tanítóképzőnek, majd Kolozsvárott volt tanár. 1921-ben Pápán igazgató lett, 1922-ben tankerületi főigazgató, majd nyolc évig az állami tanítóképző intézetek országos felügyelője. Neje Harmos Mária Zolna volt. Sírja a pápai Alsóvárosi temetőben található.
Cikkei a Pápai Lapokban (1901. 31-33. szám. Balassi és Petőfi), a Magyar Tanítóképzőben és a Hivatalos Közlönyben (birálatok).

## Munkái

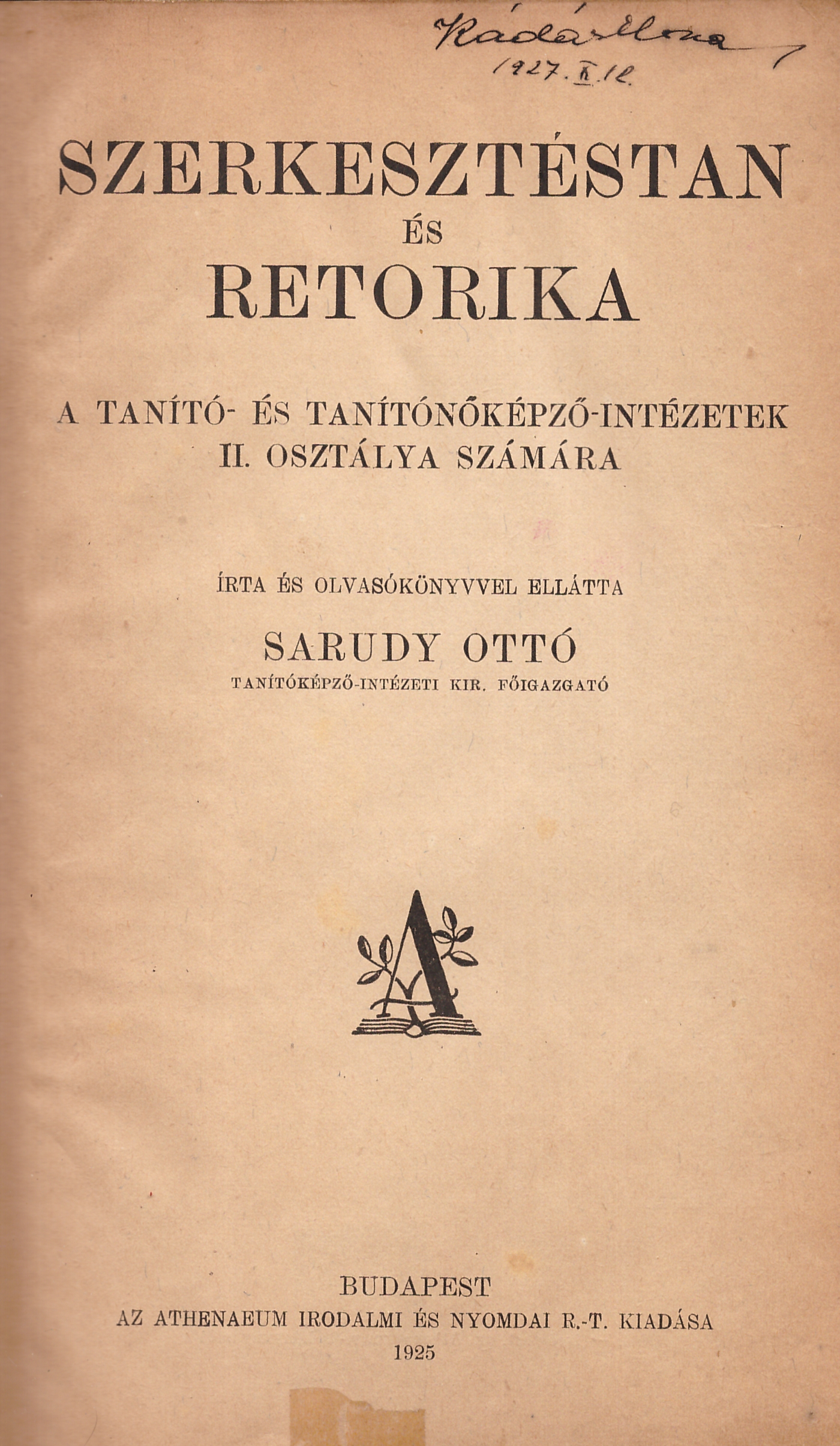
Szerkesztéstan és retorika (1925)

- Zsoltárok és dicséretek. Ev. ref. egyházi énekkarok, tanítóképző-intézetek és a középiskolák felső osztályai számára. 1. füzet. Budapest, 1902.
- Magyar énekiskola. Tanító- és tanítónőképző-intézetek számára. Uo. 1903-1904. Három rész. (Hodossy Bélával együtt.)
- Magyar stilisztika és a közéleti fogalmazványok. Tanító- és tanítónőképző-intézetek számára. Szerkesztették és olvasókönyvvel ellátták. Uo. 1903. (Köveskuti Jenővel együtt).
- Magyar énekiskola a tanítóképzők számára. Uo. 1904. (Hodossy Bélával együtt.) 3 füzet.
- 100 magyar férfikar népénekkarok, tanítók és tanítójelöltek számára. Uo. 1904.
- Poetika, retorika és olvasókönyv a tanító- és tanítónőképző-intézetek II. osztálya számára. Uo. 1904. (Ism. Hivatalos Közlöny 1905.)